# Gail G. Hanson
Gail G. Hanson (* 22. Februar 1947 in Dayton, Ohio) ist eine US-amerikanische experimentelle Teilchenphysikerin.
Hanson wurde 1973 am Massachusetts Institute of Technology promoviert. Danach war sie am SLAC. Ab 1989 war sie Professorin an der Indiana University.
1986 wurde sie Fellow der American Physical Society. 1996 erhielt sie den Panofsky-Preis mit Roy Schwitters. In der Laudatio wurde hervorgehoben, dass ihre Beiträge den ersten klaren Nachweis erbrachten, dass die Hadronenprojektion in Jets nach Annihilationsereignissen in Elektron-Positron Collidern aus der Fragmentation von Quarks entstand.
1995 war sie Guggenheim Fellow.
Hanson war als Physikkoordinatorin am Large Electron-Positron Collider am CERN tätig. Sie trug auch zur Entdeckung von Hadronen mit b-Quarks und zur Suche nach neuen Teilchen bei. Hanson forscht nun am Compact Muon Solenoid (CMS) Experiment am Large Hadron Collider (LHC) am CERN und an der Entwicklung eines zukünftigen μ+μ−-Colliders.
Sie ist seit 1968 verheiratet und hat einen Sohn und eine Tochter.